# Carlos Enrique Vásquez Llamo
Carlos Enrique Vásquez Llamo (Trujillo, 5 de noviembre de 1964) es un político peruano de la ciudad de Trujillo fue elegido alcalde del distrito Víctor Larco  en la Región La Libertad, cargo que ocupó por primera vez el año 2007 representando al partido Alianza para el Progreso.
El año 2010 fue elegido nuevamente por elección popular para desempeñar el cargo de alcalde para gobernar el distrito de Víctor Larco en un mandato consecutivo correspondiente al periodo 2011 - 2014.

## Biografía
Nació en la ciudad de Trujillo el 5 de noviembre de 1964.  El año 1981 Carlos Vásquez Llamo terminó sus estudios de educación secundaria en el Colegio Víctor Larco ubicado en el distrito de Víctor Larco, posteriormente realizó estudios superiores en la Universidad Nacional de Trujillo donde se graduó de la facultad de Ciencias Físicas y Matemáticas con el título de Licenciado en Matemáticas. Posteriormente realizó estudios de postgrado en la Universidad César Vallejo.

### Vida política
En las elecciones municipales del 19 de noviembre del año 2006 Vásquez Llamo postuló a la alcaldía del distrito de Víctor Larco representando al partido Alianza para el Progreso, fundado por César Acuña Peralta, resultando elegido por mayoría para ejercer el cargo de alcalde del distrito para el periodo 2007 - 2010. En las elecciones municipales realizadas en octubre del año 2010 Vásquez Llamo volvió a postular a la alcaldía de Víctor Larco por el mismo partido político y nuevamente fue elegido por mayoría para ejercer como alcalde del mismo distrito, esta vez para el periodo 2011-2014. Luego, postuló para el período 2015-2019, volviendo a ganar las elecciones por la misma bandera partidaria.

### Obras como alcalde
Entre los trabajos más relevantes del gobierno de Carlos Vásquez Llamo se encuentran los siguientes:
- El Paseo de Las Aguas, ubicado en la avenida Víctor Raúl Haya de a Torre es un parque turístico que tiene como atractivo un túnel formado por arcos de agua con efectos multicolor que surgen desde el piso, las personas pueden atravesar caminando por este túnel al que se le denomina El Túnel de los deseos. Además el paseo presenta una pileta lúdica formada por hilos de agua también con efectos de agua multicolor.
- Instalación de semáforos en algunas las principales intersecciones de las vías del distrito.
- Instalación de sistemas de video vigilancia en zonas estratégicas del distrito de Víctor Larco para el apoyo en la seguridad ciudadana.